# Gonzalo Alegría
Gonzalo Ricardo Alegría Varona (Miraflores, 23 de octubre de 1962) es un economista, sociólogo y político peruano, docente universitario e hijo del escritor peruano indigenista Ciro Alegría y de la poetisa hispano-cubana Dora Varona. Postuló a la alcaldía de Lima en las elecciones del 2022 por el partido Juntos por el Perú y en las elecciones del 2010 por el partido Acción Popular. Asimismo, postuló al Parlamento Andino en las elecciones del año 2011 con el número 2 de la Alianza Perú Posible, quedando como suplente de Javier Reátegui.             
Como banquero se desempeñó en el Banco Atlántico (España), en los siguientes puestos, durante más de una década: Jefe de Servicios Financieros y Dirección de Empresas, Jefe de Análisis Sectorial, Jefe de Productos de Activo y Medios de Pago y Subdirector General del Área Activo. Años más tarde, ocupó el cargo de Marketing Mánager de la Pan-European Division en Lloyds Bank (Londres) así como CEO de eVolvebank (banco en línea de Lloyds Bank) para España. 
Simultáneamente, a partir del año 1989, comenzó su experiencia docente. En el mencionado año, ingresó como Profesor Asociado de Economía Aplicada a la Universidad Complutense de Madrid. Tiempo después, ocupó el cargo de Profesor Colaborador de Cursos Internacionales de Intercambio y Responsable de la Nueva Área de Negocio Internacional en la Universidad Pontificia Comillas de Madrid. En el año 2001, se desempeñó además como profesor de los Cursos de Cámaras de Comercio y Aula Virtual del Instituto Español de Comercio Exterior (ICEX) y, en el año 2005, fue director del Taller de Exportación del CECO. A su vuelta al Perú, ha ocupado importantes cargos docentes en la PUCP, UCV y; actualmente, UNMSM.   
Cuenta con más de 31 años de experiencia en gestión pública y privada en altos cargos directivos; y, con más de 30 años de experiencia docente en universidades del Perú y España.

## Biografía
Nació el 23 de octubre de 1962, es el último hijo del escritor y político peruano Ciro Alegría Bazán (autor de El Mundo es Ancho y Ajeno) y de la poetisa Dora Varona Gil, Premio Adonáis de Poesía (Madrid, 1955). Además, es bisnieto de Enrique José Varona, gran filósofo de Cuba y padre de la Sociología en Latinoamérica. Sus hermanos son Cecilia (La Doctora Amor), Ciro Benjamín (Exdecano de Posgrado de la Pontificia Universidad Católica del Perú) y Diego Arturo. 
Estudió primaria y secundaria en el Colegio Sagrados Corazones Recoleta. En 1981, ingresó a la Pontificia Universidad Católica del Perú en la carrera de Derecho; sin embargo, tras el incentivo de su madre, se trasladó a la Universidad Complutense de Madrid. A dicha casa de estudios ingresó mediante una beca que le cubrió sus años de aprendizaje ofrecida por el Instituto de Cooperación Iberoamericano (AECID actualmente). Tras ocho años de estudio se licenció en Sociología y Ciencias Políticas; y, en Ciencias Económicas y Empresariales. Realizó estudios de posgrado en la Universidad Pontificia Comillas (Madrid) en Dirección Comercial. Cabe señalar que fue becado además para un Doctorado dentro del Programa de Economía Aplicada a la Investigación Socioeconómica en su alma mater, llamada Beca del Personal Investigador del Consejo Superior de investigación Científica (CSIC).  
Con relación a su experiencia laboral en España, se desempeñó como alto directivo en el Banco Atlántico desde el año 1990 al 2001, y, Gerente General de las empresas Yourglobalmarket Group S.A. y All Experts Spain S.L. Posteriormente, en Londres, se desempeñó como alto directivo en Lloyds Bank. 
En 2008, creó en España la Fundación Business Mundi (abreviadamente bMundi) con la que desarrolló, evaluó e implementó "Programas de Tecnologías de Información y Comunicación para el Desarrollo" (TICpD), con el objetivo de que los pequeños empresarios puedan tener formas de globalizarse, habiendo recibido el año anterior el reconocimiento a su destacada labor empresarial por parte de la Cámara de Comercio del Perú en España, debido al Software de Plataforma Exportadora bMundi.

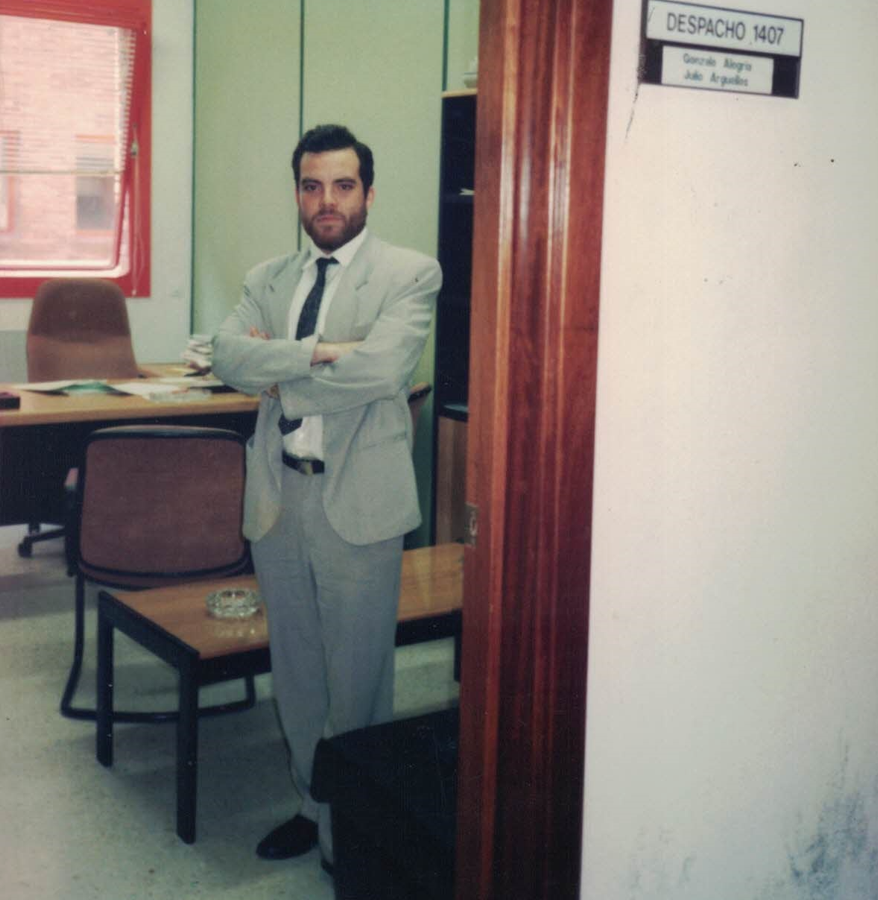
Gonzalo Alegría en su despacho de la Universidad Complutense de Madrid.

Durante los aproximadamente 28 años que Alegría estuvo en Europa (España, Reino Unido, Francia y Bélgica), fue profesor asociado nombrado de la Universidad Complutense de Madrid entre los años 1989 y 1993 en el Departamento de Economía Aplicada V; y, profesor contratado de la Escuela de Posgrado de la Universidad Pontificia Comillas de 2005 a 2008; de la Universidad Carlos III de Madrid durante el año 1996; y de las Maestrías y Talleres de Exportación del Instituto de Comercio Exterior de España durante los años 2001 al 2005; habiendo impartido una serie de cursos relativos a la economía, banca y comercio exterior.
A su vuelta al Perú, además de incursionar en la política para seguir la obra de su padre, se dedicó al ámbito académico, habiendo impartido cursos en pregrado y posgrado relativos a la gestión pública, management, comercio exterior, finanzas y economía internacional en Centrum PUCP, Escuela de Negocios de la Pontificia Universidad Católica del Perú desde el 2010 al 2021, Escuela de Posgrado de la Universidad César Vallejo y de la Universidad Señor de Sipán. Actualmente, se desempeña como Profesor Asociado Nombrado de la Facultad de Economía de la Universidad Nacional Mayor de San Marcos, en donde también obtuvo su Maestría en Economía con mención en Gestión Pública.
Asimismo, con relación a su experiencia laboral en el sector privado en Perú, se ha desempeñado como Director de Relaciones y Cooperación Internacional del Consorcio de la Universidad César Vallejo durante los años 2013 y 2014 y como Asesor de Metodología SNIP en INNOVAPUCP sobre Proyectos de Inversión Pública para el Programa de las Naciones Unidas para el Desarrollo.
Con relación a su experiencia en gestión pública, Alegría se ha desempeñado como Asesor Principal en el Congreso de la República entre los años 2011 y 2013; Parlamentario Andino Suplente Primero entre los años 2011 y 2016; Gerente Municipal, Gerente de Planificación y Subgerente de Desarrollo Institucional y Cooperación Nacional e Internacional en la Municipalidad Distrital de San Juan de Lurigancho entre los años 2020 y 2021; y, Gerente General mediante concurso público de la Empresa Peruana de Servicios Editoriales S.A. - Editora Perú (Diario Oficial El Peruano, Agencia de Noticias Andina y SEGRAF) entre los años 2020 y 2021.

## Participación en la política

### Elecciones del 2010
En noviembre del año 2009, durante una celebración del centenario del nacimiento de su padre en el local del partido político Acción Popular, sus emocionados correligionarios le propusieron como candidato del partido a la alcaldía de la ciudad de Lima para las elecciones municipales del año 2010. En enero del año siguiente, es elegido formalmente como candidato accionpopulista, siendo oficializada su candidatura en el Plenario Nacional de su partido, y durante la contienda electoral su lema de campaña municipal fue “Lima con Alegría”, alcanzando evidente apreciación popular al acceder a ser grabado con un disfraz del "Increíble Hulk" (personaje animado que representa a un pacífico e intelectual científico que se transforma vigorosamente al no tolerar la injusticia). Tras culminar las elecciones,  Alegría obtuvo 95,800 votos emitidos, triplicando el techo electoral de Acción Popular en Lima. Alegría decidió momentáneamente retirarse del ámbito político hasta nuevo aviso.

### Elecciones del 2011

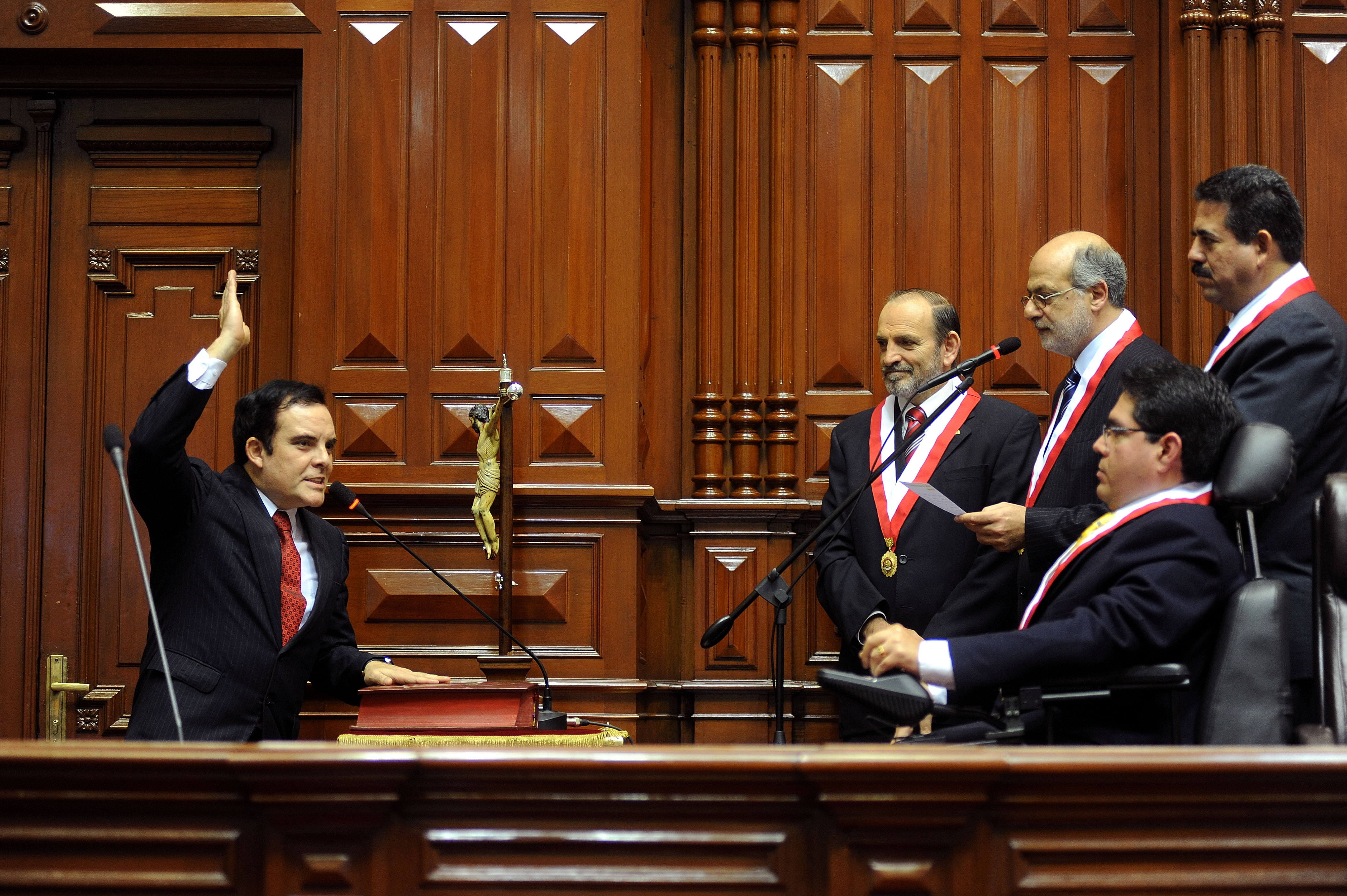
Juramentando como parlamentario andino ante el presidente del Congreso del Perú, Abugattás, año 2011

En 2010, el partido Perú Posible decidió realizar una coalición electoral para lanzar al expresidente Alejandro Toledo como su candidato presidencial para las elecciones generales del año 2011. La coalición se denominó como la Alianza Electoral Perú Posible y estuvo conformado por los partidos Acción Popular y Somos Perú. Gonzalo Alegría fue nuevamente convocado por su partido para participar como candidato de su agrupación al Parlamento Andino con el número 2 de la lista de postulantes. Tras las elecciones del 10 de abril, con 187,154 votos, Alegría solo logró salir elegido como parlamentario andino suplente, siendo el titular electo Javier Reátegui. Fue acreditado por el Jurado Nacional de Elecciones y luego juramentado por el Congreso de la República para el periodo 2011-2016.

## Controversias

### Denuncia por violencia familiar
El 20 de septiembre de 2022, el portal web Nativa publicó un reportaje sobre la denuncia de un supuesto caso de violencia psicológica y sexual de Alegría contra su hijo, realizada en marzo de 2021. El diario La República reportó la denuncia por parte de Gonzalo Alegría por la desaparición de su hijo en esas fechas. Instantes después la Defensoría del Pueblo confirmó la existencia de la denuncia.
La Fiscalía peruana resolvió no iniciar investigación contra el político en julio de 2021, archivando definitivamente el caso. Su hijo abandonó el Perú con destino a España. Paralelamente, Alegría solicitó legalmente al Poder Judicial eliminar de los registros informáticos el caso, ya que este había sido archivado definitivamente en el 2021.
En una comunicación con Milagros Leiva, momento que la periodista se exaltó, señaló que no «existe ninguna denuncia formal en su contra». Alegría atribuyó la publicación del reportaje a su candidatura a la alcaldía de Lima, denunciando una manipulación en su contra. El Tribunal de Honor del Pacto Ético Electoral solicitó investigar las acusaciones contra el candidato.

## Publicaciones
A lo largo de su carrera, Alegría ha publicado 104 artículos, libros, documentos de trabajo e investigaciones, entre los que se destacan análisis sectoriales de comercio para el Banco Atlántico en España y su tesis doctoral de la Universidad Complutense de Madrid, Modelos de Desarrollo y Sistemas de Gestión Pública: el SNIP peruano, 2001-2014, con la que obtuvo el Grado Académico de Doctor en Economía Aplicada a la Investigación Socioeconómica con mención Sobresaliente y que ha sido utilizada de referencia base para tesis y artículos.
Entre sus publicaciones más representativas, se encuentran:

### Libros
1. La ecuación estructural de la paz estudio científico de la paz social en la era de la singularidad, Fondo Editorial de la Universidad Nacional Mayor de San Marcos, 2020
2. Eurográficas, Fundación La Caixa, Barcelona, 1999.[27]
3. De la sal al euro: Electrón, Fundación la Caixa, Barcelona, 1999[28]
4. De la sal al euro: Dracma, Fundación la Caixa, Barcelona, 1999[29]
5. De la sal al euro: Denario, Fundación la Caixa, Barcelona, 1999[30]
6. De la sal al euro: Libra Carolingia, Fundación la Caixa, Barcelona, 1999[31]
7. De la sal al euro: Ocho Real, Fundación la Caixa, Barcelona, 1999[32]
8. De la sal al euro: Libra Esterlina, Fundación la Caixa, Barcelona, 1999[33]
9. De la sal al euro: Reichsmark, Fundación la Caixa, Barcelona, 1999[34]
10. De la sal al euro: Euro, Fundación la Caixa, Barcelona, 1999[35]

### Capítulos de libros
1. Índice de Desarrollo Humano y Casuística de las Reclusas Emprendedoras en Lima, Perú, Ediciones Pirámide, 2020

### Artículos de investigación
1. La crisis global y la paz interna: Modelizando el E4P, Revista Igobernanza, 2021[36]
2. Posible estrategia para ingresar a la OCDE: una economía de oferta, Revista Strategia, 2016[37]
3. Managerial analysis: el proyecto empresarial como eje del progreso, Revista Strategia, 2016[38]
4. Tan demócrata como cristiano, Revista Meridiana, 1996[39]

### Resúmenes en eventos científicos
1. Índice de Desarrollo Humano y Casuística de las Reclusas Emprendedoras en Lima, Perú, Editorial Fórum XXI y Universidad de Granada, 2020[40]
2. Plataforma Exportadora Business Mundi, Pontificia Universidad Católica del Perú, 2010[41]
3. Modelos de crecimiento económico y propiedad social – el caso peruano, CIRIEC España, 1992

## Premios y distinciones
En sus años de desempeño profesional, tanto en Perú como España, Alegría ha sido condecorado, con los siguientes premios y distinciones:
1. Medalla sanmartiniana en el grado de caballero y diploma de honor en reconocimiento por su trayectoria profesional y su valioso aporte al desarrollo social del Perú, Instituto Sanmartiniano del Perú, 2021
2. Diploma de reconocimiento por su destacada trayectoria y aporte profesional a nivel nacional en el Sector Educativo Superior, CAENE, 2020
3. Diploma de reconocimiento por su destacada trayectoria y aporte profesional a nivel nacional en el Sector Empresarial y Educativo, CAENE, 2017
4. Diploma de reconocimiento a su destacada trayectoria, labor profesional y aporte social a nivel nacional en el sector económico político nacional, Universidad Nacional Mayor de San Marcos, 2015
5. Diploma de reconocimiento a su destacada trayectoria política y profesional en favor de la actividad académica, científica y cultural de la comunidad universitaria, Universidad Nacional Santiago Antúnez de Mayolo, 2012
6. Premio en reconocimiento a su gran dedicación durante su desempeño laboral y colaboración incondicional con los estudiantes, Universidad Nacional del Callao y Municipalidad de Bellavista, 2012
7. Resolución de Alcaldía N.º 073-2009-MPSC/A: Declarar huésped ilustre y distinguido por su destacada labor en la difusión de la producción literaria del ilustre escritor Ciro Alegría, Municipalidad Provincial de Sánchez Carrión, 2009
8. Reconocimiento a su destacada labor empresarial en España, Cámara de Comercio de Perú en España, 2007